# Zeugandra
Zeugandra P.H.Davis – rodzaj roślin z rodziny dzwonkowatych. Obejmuje dwa gatunki występujące endemicznie w szahrestanie Dalahu w ostanie Kermanszah w zachodnim Iranie. Gatunek Z. iranica jest uznany za krytycznie zagrożony wyginięciem. 
Nazwa naukowa rodzaju pochodzi od greckich słów ζεύγος (zeugos – para, jarzmo) i άνδρος (andros – męski). 

## Morfologia
Wieloletnie rośliny zielne. Kwiaty średniej wielkości, krótkoszypułkowe, skupione w luźne wiechy. Działki kielicha naprzemianległe z wygiętymi do tyłu języczkowatymi wyrostkami. Korona kwiatu wąsko rurkowato-lejkowata, niebieska, z łatkami krótszymi od rurki. Nitki pręcików zrośnięte co najmniej na połowie ich długości, rozszerzone u nasady. Główki pręcików zrośnięte. Zalążnia trójkomorowa. Szyjka słupka wystająca ponad koronę. Owocami są torebki, pękające bocznie trzema klapkami u nasady, zawierające ok. 15 dużych nasion w każdej komorze.

## Systematyka
Pozycja systematyczna
Rodzaj w obrębie rodziny dzwonkowatych Campanulaceae klasyfikowany jest do podrodziny Campanuloideae.
Wykaz gatunków
- Zeugandra iranica P.H.Davis
- Zeugandra iranshahrii Esfand.